# كارول ديلاني
كارول ديلاني (بالإنجليزية: Carol Delaney)‏ هي أستاذة جامعية وباحثة وعالمة الإنسان أمريكية، ولدت في 12 ديسمبر 1940.

## وصلات خارجية
- الموقع الرسمي